# Saimbeyli (district)
Saimbeyli is een Turks district in de provincie Adana en telt 14.840 inwoners (2017). Qua inwoners is Saimbeyli het kleinste district van de provincie Adana. Het district heeft een oppervlakte van 1157,8 km². Hoofdplaats is Saimbeyli.
De bevolkingsontwikkeling van het district is weergegeven in onderstaande tabel.
| 1997   | 2000   | 2007   | 2017   |
| ------ | ------ | ------ | ------ |
| 16.922 | 16.957 | 17.775 | 14.840 |